# W. Chapman Revercomb
W. Chapman Revercomb (Covington, 1895. július 20. – Charleston, 1979. október 6.) az Amerikai Egyesült Államok szenátora (Nyugat-Virginia, 1943–1949 és 1956–1959).